# Stephanie Zimbalist
Stephanie Zimbalist (Nueva York, 8 de octubre de 1956) es una actriz estadounidense conocida por su papel como Laura Holt en la serie de detectives Remington Steele.

## Biografía
Stephanie Zimbalist nació en la ciudad de Nueva York, hija de Stephanie Loranda (de apellido Spalding, 1933-2007) y el actor Efrem Zimbalist, Jr. (1918-2014).
A temprana edad, su familia se mudó a Los Ángeles, donde ella creció. Zimbalist estudió en la Escuela Marlborough (Los Ángeles) y se graduó de la Escuela Foxcroft, en Middleburg (Virginia). Antes de comenzar su carrera como actriz, asistió a la Escuela Juilliard.
Sus abuelos paternos fueron el ruso Efrem Zimbalist (1889-1985) ―famoso violinista, compositor y profesor de música en el Instituto Curtis de Filadelfia― y la rumana Alma Gluck (1884-1938) ―famosa soprano en Estados Unidos―.
La media tía de Stephanie Zimbalist, Marcia Davenport (1903-1996), fue una prominente escritora, periodista musical e historiadora.

## Carrera de actriz

### Cine y televisión
The Triangle Factory Fire Scandal, The Gathering (1977, con Edward Asner), The Long Journey Back (película de televisión, 1978), The Awakening (con Charlton Heston), Tomorrow's Child (película de televisión, 1982) y The Golden Moment, en la que interpretaba a una gimnasta olímpica soviética.
Coprotagonizó la trágica película de televisión The Best Place to Be (1979) junto a su padre, Efrem Zimbalist Jr.
Otro papel temprano para Zimbalist fue el de Ellie Zendt en la miniserie Centennial, basada en la novela épica de James Michener del mismo nombre, que fue televisada por primera vez en la cadena NBC entre octubre de 1978 y febrero de 1979.
En su trabajo en televisión, Zimbalist fue más conocida por el papel de la detective Laura Holt en la serie de NBC Remington Steele, junto a Pierce Brosnan y Doris Roberts (entre 1982 y 1987), en la que su padre también fue estrella invitada.
Desde entonces, Zimbalist ha tenido papeles principales en varias películas de televisión como
The Man in the Brown Suit (1988), ¿Caroline? (1990, ganadora de tres premios Emmy), y algunos papeles como invitada en series de televisión como Touched by an Angel.

## Teatro
En el escenario, Zimbalist actuó al lado de Tommy Tune en el musical My One and Only, tomando el papel estelar de Edith Herbert. Ha hecho varias apariciones con la Compañía de Teatro Rubicon en Ventura (California), ganando el premio Robby de la crítica local a la mejor actriz en un drama por The Rainmaker, en el teatro de la comunidad Rubicon en 2001. A lo largo de los años 2000, Zimbalist ha interpretado papeles de artistas del siglo XIX, incluyendo Chopin, Chaikovski y Van Gogh. En 2009 interpretó a la actriz Katharine Hepburn en Tea at Five.

## Otros trabajos
Zimbalist ha publicado libros de audio, incluyendo The Girls and Queen of the Underworld, que en 2006 recibió un premio Listen-Up.
Representó a la maestra-astronauta Christa McAuliffe (1948-1986) en el documental Christa McAuliffe: Reach for the Stars (2006).
Al igual que su padre, aportó la voz para la serie animada de Batman, concretamente en el papel de Janet Van Dorne para el episodio "Trial".
También representó a Christa McAuliffe en el juego Defying Gravity.

## Teatro
- 1969: Gypsy.
- 1970: Stars & Stripes.
- 1971: Little Mary Sunshine.
- 1974: Peter Pan.
- 1976: Kiss Me Kate.
- 1979: Festival.
- 1979: The Tempest.
- 1982: American Mosaic.
- 1983: The Cherry Orchard.
- 1986: Barbarians.
- 1986: Summer & Smoke.
- 1987: My One & Only.
- 1988: Carousel.
- 1990-1991: The Baby Dance
- 1992: The Threepenny Opera.
- 1992-1993: The Philadelphia Story
- 1994: The Crimson Thread.
- 1995: AdWars.
- 1996-1997: Sylvia
- 1997: Wonderful Town.
- 1998: Mr. Bundy.
- 1998: The Gregory Peck Reading Series.
- 1999: Denial.
- 1999: Far East.
- 2000: 14th Annual Tennessee Williams / New Orleans Literary Festival.
- 2000: Side Man.
- 2000: Accomplice.
- 2000-2001: The Rainmaker
- 2000: Walking Wounded.
- 2000: A Cowardly Cavalcade.
- 2001: The Gregory Peck Reading Series.
- 2001: 15th Annual Tennessee Williams/New Orleans Literary Festival.
- 2002: 16th Annual Tennessee Williams/New Orleans Literary Festival.
- 2002: The Cherry Orchard.
- 2003: Dancing At Lughnasa.
- 2003: Tall Tales.
- 2003: Romantique.
- 2003: Defying Gravity.
- 2004: Follies.
- 2004: Vincent in Brixton.
- 2004: The Night of the Iguana.
- 2005: Confidentially Chaikovski.
- 2006: Theater 150's 10-Minute Play Festival.
- 2006: Mesmeric Mozart.
- 2006: 20th Annual Tennessee Williams/New Orleans Literary Festival.
- 2006, 2009, 2010, 2012: Tea At Five.
- 2007: The Memory of Water.
- 2007: Hamlet.
- 2007 y 2013: A Little Night Music
- 2007: You Can't Take It With You.
- 2008: 22nd Annual Tennessee Williams/New Orleans Literary Festival.
- 2008: The Spin Cycle.
- 2009: The Price.
- 2010: Truth and Justice.
- 2011: The Subject Was Roses.
- 2011 y 2013: Steel Magnolias
- 2011: The Lion in Winter.
- 2013: A Little Night Music
- 2014: Sex and Education.